# Investitionsmanagement
Investitionsmanagement ist ein Teilbereich des Unternehmensmanagements, der sich mit der Planung, Steuerung und Kontrolle von Investitionsentscheidungen befasst. Es geht darum, wie ein Unternehmen seine finanziellen Mittel am besten einsetzen kann, um langfristige Ziele zu erreichen.
Im Rahmen des Investitionsmanagements werden verschiedene Arten von Investitionsentscheidungen getroffen, wie zum Beispiel:
- Sachinvestitionen: Hierbei geht es um den Kauf von Anlagevermögen wie Maschinen, Gebäuden oder Fahrzeugen.
- Finanzinvestitionen: Hierbei investiert das Unternehmen in Wertpapiere oder andere Finanzinstrumente.
- Immobilieninvestitionen: Hierbei erwirbt das Unternehmen Grundstücke oder Gebäude als langfristige Vermögenswerte.

Zu den Aufgaben des Investitionsmanagements gehören unter anderem:
- Die Analyse von Investitionsmöglichkeiten: Hierbei wird untersucht, welche Investitionen am besten zu den Zielen des Unternehmens passen und welche Renditen zu erwarten sind.
- Die Bewertung von Investitionsprojekten: Hierbei werden die Kosten und Nutzen eines Projekts abgewogen, um zu entscheiden, ob es sich lohnt, in dieses zu investieren.
- Die Finanzierung von Investitionen: Hierbei wird entschieden, wie die Investitionen finanziert werden sollen, zum Beispiel durch Eigenkapital, Fremdkapital oder eine Kombination aus beiden.
- Die Überwachung von Investitionen: Hierbei wird sichergestellt, dass die Investitionen den Erwartungen entsprechen und dass Probleme frühzeitig erkannt und behoben werden.

Ein erfolgreiches Investitionsmanagement kann dazu beitragen, dass ein Unternehmen seine Wettbewerbsfähigkeit stärkt, seinen Marktanteil erhöht und langfristig profitabel bleibt.